# Lew Stansby
Lew Stansby (ur. 17 sierpnia 1940, zm. 24 maja 2024) – amerykański brydżysta, World Grand Master w kategorii open oraz Senior Life Master w kategorii seniorów (WBF).

## Wyniki brydżowe

### Zawody światowe
W światowych zawodach zdobył następujące lokaty:
| Mistrzostwa Świata. Konkurencja teamów | Mistrzostwa Świata. Konkurencja teamów | Mistrzostwa Świata. Konkurencja teamów          | Mistrzostwa Świata. Konkurencja teamów | Mistrzostwa Świata. Konkurencja teamów | Mistrzostwa Świata. Konkurencja teamów |
| Rok                                    | Miejsce                                | Zawody                                          | Kategoria                              | Drużyna                                | Pozycja                                |
| -------------------------------------- | -------------------------------------- | ----------------------------------------------- | -------------------------------------- | -------------------------------------- | -------------------------------------- |
| 2014                                   | Sanya                                  | 14. Seria Mistrzostw Świata                     | Miksty                                 | Rivers                                 | 9                                      |
| 2014                                   | Sanya                                  | 14. Seria Mistrzostw Świata                     | Seniorzy                               | Lynch                                  | 5                                      |
| 2012                                   | Lille                                  | 5. Otwarte Mistrzostwa Świata Teamów Mikstowych | Miksty                                 | Compton                                | 32                                     |
| 2011                                   | Veldhoven                              | 40. Mistrzostwa Świata Teamów                   | Open                                   | USA 1                                  | 4                                      |
| 2010                                   | Filadelfia                             | 13. Seria Mistrzostw Świata                     | Kobiety                                | Fleisher                               | 5                                      |
| 2008                                   | Pekin                                  | 1. Olimpiada Sportów Umysłowych                 | Miksty                                 | Mahaffey                               | 22                                     |
| 2007                                   | Szanghaj                               | 38. Mistrzostwa Świata Teamów                   | Seniorzy                               | USA 2                                  | 1                                      |
| 2006                                   | Werona                                 | 12. Mistrzostwa Świata                          | Open                                   | Welland                                | 4                                      |
| 2005                                   | Estoril                                | 37. Mistrzostwa Świata Teamów                   | Seniorzy                               | USA 1                                  | 1                                      |
| 2002                                   | Montreal                               | 11. Mistrzostwa Świata                          | Open                                   | Meltzer                                | 9                                      |
| 2001                                   | Paryż                                  | 35. Mistrzostwa Świata Teamów                   | Open                                   | USA 2                                  | 1                                      |
| 2000                                   | Maastricht                             | 11. Olimpiada Brydżowa                          | Miksty                                 | Meltzer                                | 8                                      |
| 2000                                   | Southampton                            | 34. Mistrzostwa Świata Teamów                   | Open                                   | USA 2                                  | 3                                      |
| 1998                                   | Lille                                  | 10. Mistrzostwa Świata                          | Open                                   | Wolfson                                | 81                                     |
| 1997                                   | Hammamet                               | 33. Mistrzostwa Świata Teamów                   | Open                                   | USA 1                                  | 4                                      |
| 1996                                   | Rodos                                  | 1. Mistrzostwa Świata Teamów Mikstowych         | Miksty                                 | Stansby                                | 17                                     |
| 1994                                   | Albuquerque                            | 9. Mistrzostwa Świata                           | Open                                   | Deutsch                                | 1                                      |
| 1990                                   | Genewa                                 | 8. Mistrzostwa Świata                           | Open                                   | Martel                                 | 9                                      |
| 1989                                   | Perth                                  | 29. Mistrzostwa Świata Teamów                   | Open                                   | USA                                    | 2                                      |
| 1987                                   | Ocho Rios                              | 28. Mistrzostwa Świata Teamów                   | Open                                   | USA                                    | 1                                      |
| 1985                                   | São Paulo                              | 27. Mistrzostwa Świata Teamów                   | Open                                   | USA                                    | 1                                      |
| 1982                                   | Biarritz                               | 6. Mistrzostwa Świata                           | Open                                   | Martel                                 | 2                                      |
| 1978                                   | Nowy Orlean                            | 5. Mistrzostwa Świata                           | Open                                   | Cohen                                  | 13                                     |

| Mistrzostwa Świata. Konkurencja par | Mistrzostwa Świata. Konkurencja par | Mistrzostwa Świata. Konkurencja par | Mistrzostwa Świata. Konkurencja par | Mistrzostwa Świata. Konkurencja par | Mistrzostwa Świata. Konkurencja par |
| Rok                                 | Miejsce                             | Zawody                              | Kategoria                           | Partner                             | Pozycja                             |
| ----------------------------------- | ----------------------------------- | ----------------------------------- | ----------------------------------- | ----------------------------------- | ----------------------------------- |
| 2014                                | Sanya                               | 14. Seria Mistrzostw Świata         | Open                                | Bart Bramley                        | 18                                  |
| 2014                                | Sanya                               | 14. Seria Mistrzostw Świata         | Miksty                              | Joanna Stansby                      | 13                                  |
| 2010                                | Filadelfia                          | 13. Mistrzostwa Świata              | Open                                | Joanna Stansby                      | 51                                  |
| 2010                                | Filadelfia                          | 13. Mistrzostwa Świata              | Miksty                              | Joanna Stansby                      | 106                                 |
| 2006                                | Werona                              | 12. Mistrzostwa Świata              | Open                                | Chip Martel                         | 50                                  |
| 2006                                | Werona                              | 12. Mistrzostwa Świata              | Miksty                              | Joanna Stansby                      | 3                                   |
| 2002                                | Montreal                            | 11. Mistrzostwa Świata              | Open                                | Chip Martel                         | 4                                   |
| 2002                                | Montreal                            | 11. Mistrzostwa Świata              | Miksty                              | Joanna Stansby                      | 6                                   |
| 1998                                | Lille                               | 10. Mistrzostwa Świata              | Open                                | Chip Martel                         | 37                                  |
| 1994                                | Albuquerque                         | 9. Mistrzostwa Świata               | Open                                | Joanna Stansby                      | 57                                  |
| 1994                                | Albuquerque                         | 9. Mistrzostwa Świata               | Miksty                              | Joanna Stansby                      | 30                                  |
| 1990                                | Genewa                              | 8. Mistrzostwa Świata               | Open                                | Chip Martel                         | 9                                   |
| 1986                                | Miami Beach                         | 7. Mistrzostwa Świata               | Open                                | Chip Martel                         | 29                                  |
| 1982                                | Biarritz                            | 6. Mistrzostwa Świata               | Open                                | Chip Martel                         | 1                                   |

| Mistrzostwa Świata. Konkurencja indywidualna | Mistrzostwa Świata. Konkurencja indywidualna | Mistrzostwa Świata. Konkurencja indywidualna | Mistrzostwa Świata. Konkurencja indywidualna | Mistrzostwa Świata. Konkurencja indywidualna | Mistrzostwa Świata. Konkurencja indywidualna |
| Rok                                          | Miejsce                                      | Zawody                                       | Kategoria                                    | Pozycja                                      |                                              |
| -------------------------------------------- | -------------------------------------------- | -------------------------------------------- | -------------------------------------------- | -------------------------------------------- | -------------------------------------------- |
| 2004                                         | Werona                                       | 6. Indywidualne Mistrzostwa Świata           | Open                                         | 16                                           |                                              |

### Zawody europejskie
W europejskich zawodach zdobył następujące lokaty:
| Zawody europejskie. Konkurencja teamów | Zawody europejskie. Konkurencja teamów | Zawody europejskie. Konkurencja teamów | Zawody europejskie. Konkurencja teamów | Zawody europejskie. Konkurencja teamów | Zawody europejskie. Konkurencja teamów |
| Rok                                    | Miejsce                                | Zawody                                 | Kategoria                              | Drużyna                                | Pozycja                                |
| -------------------------------------- | -------------------------------------- | -------------------------------------- | -------------------------------------- | -------------------------------------- | -------------------------------------- |
| 2003                                   | Mentona                                | 1. Otwarte Mistrzostwa Europy          | Miksty                                 | Meltzer                                | 86                                     |
| 2003                                   | Mentona                                | 1. Otwarte Mistrzostwa Europy          | Open                                   | Meltzer                                | 17                                     |

| Zawody europejskie. Konkurencja par | Zawody europejskie. Konkurencja par | Zawody europejskie. Konkurencja par | Zawody europejskie. Konkurencja par | Zawody europejskie. Konkurencja par | Zawody europejskie. Konkurencja par |
| Rok                                 | Miejsce                             | Zawody                              | Kategoria                           | Partner                             | Pozycja                             |
| ----------------------------------- | ----------------------------------- | ----------------------------------- | ----------------------------------- | ----------------------------------- | ----------------------------------- |
| 2003                                | Mentona                             | 1. Otwarte Mistrzostwa Europy       | Mikst                               | Joanna Stansby                      | 280                                 |

## Klasyfikacja
- Lew Stansby – klasyfikacja WBF (ang.)